# Harry Ördell
Otto Harry Ördell, född Karlsson 24 juli 1929 i Gundlebol i Örs församling i Dalsland, död 11 juli 2019 i Härnösand, var en svensk teckningslärare och tecknare.
Efter studier och examen från Konstfackskolan 1948 och teckningslärarinstitut 1953 var Ördell verksam som teckningslärare under en följd av år vid Sigtunaskolan och senare i Härnösand. Vid sidan av sitt arbete var han verksam med fri konstnärlig verksamhet och medverkade i Nationalmuseums utställning Unga tecknare. Från 1963 var han ordförande i Härnösands konstförening och 1969 utsågs han till kultursekreterare i Västernorrlands läns landsting.